# Amorn Surangkanjanajai
Amorn Surangkanjanajai (thailändisch อมร สุรังค์กาญจนจัย; * 23. März 1953 in Bangkok) ist ein thailändischer Schauspieler. Er wurde als Gung in der Serie Lindenstraße bekannt.

## Leben
Er lebte bis 1974 in Thailand, danach in Köln. Dort studierte er an der Universität und an der Fachhochschule. Von Folge 4 bis Folge 1758 spielte er die Rolle des Vietnamesen Gung Pham Kien in der Lindenstraße. Daneben wirkte er auch in Filmen wie Der Fall Lucona und Fernsehproduktionen wie Tatort, Liebling Kreuzberg und Die Rettungsflieger mit.

## Filmografie (Auswahl)
- 1985–2020: Lindenstraße (Serie, 556 Folgen)
- 1991: Tatort – Die chinesische Methode
- 1993: Der Fall Lucona
- 1994: Zwei Partner auf 6 Pfoten
- 1994: Der Landarzt (Fernsehserie, 1 Folge)
- 1994: Liebling Kreuzberg (Fernsehserie, 2 Folgen)
- 1994: Frauenarzt Dr. Markus Merthin (Fernsehserie, 1 Folge)
- 1995: Echt Harder
- 1995: Entführung aus der Lindenstraße
- 1996–2000: Für alle Fälle Stefanie (Fernsehserie, 2 Folgen)
- 1997: Der Kapitän (Fernsehserie, 1 Folge)
- 1997: Chinadream
- 2001: Tatort – Bestien
- 2001: Die Rettungsflieger (Fernsehserie, 1 Folge)
- 2002: Das Traumschiff: Thailand
- 2002: Die Dickköpfe
- 2003: Paul halt durch
- 2015: Begierde – Mord im Zeichen des Zen
- seit 2020: Anna und ihr Untermieter